# Zabiorę nas
„Zabiorę nas” – pierwszy solowy singel polskiej piosenkarki Cleo, wydany 30 grudnia 2015. Tego dnia opublikowano także teledysk do piosenki, który wyreżyserował Piotr Smoleński. Singiel zapowiadał debiutancki album solowy Cleo pt. Bastet, który ukazał się w 2016.
Singiel „Zabiorę nas” osiągnął status diamentowej płyty.
25 stycznia 2016 ukazał się oficjalny remiks singla, który wykonał Basto.

## Notowania
Pozycje na listach airplay
| Kraj   | Lista (2016)      | Najwyższa pozycja |
| ------ | ----------------- | ----------------- |
| Polska | AirPlay – Top     | 8                 |
| Polska | AirPlay – Nowości | 2                 |

Pozycje na radiowych listach przebojów
| Kraj   | Lista (2016)                              | Najwyższa pozycja |
| ------ | ----------------------------------------- | ----------------- |
| Polska | RMF FM (POPLista)                         | 1                 |
| Polska | RMF Maxxx (Hop Bęc) (Basto Remix)         | 1                 |
| Polska | Radio Zachód (Mniej Więcej Lista)         | 1                 |
| Polska | Radio Bielsko (Codzienna Lista Przebojów) | 1                 |
| Polska | Radio Eska (Gorąca 20)                    | 1                 |
| Polska | RMF Maxxx (Hop Bęc)                       | 10                |
| Polska | Polskie Radio Szczecin (SLiP)             | 11                |